# New Frontier (гостиница и казино)
New Frontier (рус. Новая граница, Новый Фронтир) — отель-казино, расположенный на бульваре Лас-Вегас Стрип, в Лас-Вегасе, штат Невада, США. Принадлежит миллиардеру Филу Раффину. В гостинице — 986 номеров и казино площадью 9290 м². Развлекательный комплекс — один из самых старых на бульваре Стрип, он впервые открылся 30 октября 1942. Несмотря на ряд последующих реконструкций, часть старого здания 1942 года сохранилась до сих пор, что позволяет называть New Frontier самым старым сохранившемся отелем-казино на Лас-Вегас Стрип. Посвящён New Frontier Дикому Западу.

## История
На месте, сейчас занимаемом New Frontier, ещё в 1930 году был открыт ночной клуб «Pair O’Dice». В 1942 клуб был перестроен в отель Last Frontier, который 4 апреля 1955 после окончания модернизации был переименован в New Frontier.
Именно в этом отеле-казино свой первый концерт в Вегасе в 1956 дал Элвис Пресли. Здесь же 14 января 1970 состоялось и последнее совместное выступление Дайаны Росс и группы «The Supremes».
22 сентября 1967 комплекс за $14 миллионов был приобретён миллиардером Говардом Хьюзом у предыдущих владельцев, среди которых был будущий игорный магнат Стив Уинн, для которого New Frontier был одним из первых проектов после переезда в Лас-Вегас. Хьюз сократил название отеля-казино до простого Frontier.
Последняя смена собственника произошла в 1998 году, когда миллиардер Фил Раффин выкупил курортный комплекс у Маргарет Эларди и её двух сыновей за $165 миллионов. Спустя год, новый владелец вернул гостинице старое название — New Frontier.

## Планы реконструкции
В 2000 Раффин объявил о своих планах снести имеющиеся здания отеля-казино и построить на их месте гигантский курорт, посвящённый Сан-Франциско, но высокие процентные ставки на кредиты и теракты 11 сентября 2001 года похоронили эти амбициозные планы. Однако в марте 2005, когда стало очевидно, что кризис в Лас-Вегасе отступил, Раффин объявил о новом проекте постройки на месте нынешнего New Frontier развлекательного гостинично-игорного комплекса на 3000 номеров. На фоне масштабного строительства, развернувшегося в последние годы на бульваре Стрип по соседству с New Frontier, дни этого исторического казино почти наверняка сочтены.

### Trump Tower
Совсем рядом с New Frontier, на его территории, уже началась реализация первого этапа реконструкции развлекательного комплекса. Известный миллиардер Дональд Трамп в партнёрстве с Филом Раффином возводит роскошный многоэтажный отель-кондоминиум, который после открытия будет носить название Trump International Hotel & Tower.

### Montreux Las Vegas
Второй частью плана реконструкции New Frontier должно стать собственно строительство нового отеля и казино на месте старого. Раффин объявил, что будущий развлекательный комплекс будет носить название Montreux (как у швейцарского города, где проходит знаменитый ежегодный джазовый фестиваль), стоить строительство будет $2 миллиарда, финансировать его Раффин собирается самостоятельно, без привлечения сторонних партнёров, в гостинице планируется иметь 2750 номеров. Посвящён новый отель-казино будет джазу. По словам Раффина, на бульваре Стрип ещё нет развлекательных заведений, предлагающих хорошую джазовую музыку. Возможна организация в Montreux Las Vegas и своего ежегодного джазового фестиваля как дополнительной приманки для туристов.
Помимо этого рядом с гостиницей будет построено и огромное колесо обозрения диаметром 122 метра.
Все эти амбициозные планы Раффин планирует реализовать на 15,6 гектарах земли на бульваре Стрип, оставшихся у него в собственности после продажи 1,4 га Дональду Трампу под Trump International Hotel & Tower. Оба комплекса должны вместе в ближайшем будущем образовать один мегакурорт, который и придёт на смену New Frontier, одному из последних небольших старых казино Лас-Вегаса.
New Frontier планируется закрыть в конце 2006 года, а новый развлекательный комплекс должен появиться на его месте к 2009 году.